# Ethernet
Ethernet je omrežje, ki ga uvrščamo v skupino omrežij po standardu IEEE 802.3, protokola sloja podatkovne povezave LAN, razvitega v 1970-ih v razvojnem središču PARC, ki je v lasti podjetja XEROX. Sedaj je najbolj priljubljeno lokalno omrežje na svetu. Prvotno je Ethernet deloval s hitrostjo 10 Mb/s, in je bil utemeljen na sodostopu z zaznavanjem prenosa in z odkrivanjem trkov (CSMA/CD) in še danes podpira mnogo možnosti na fizičnem sloju, vključno s koaksialnimi, neoklopljenimi in oklopljenimi paričnimi kabli ter kabli iz optičnih vlaken. Trenutni popravki tega protokola podpirajo hitrosti 100 Mb/s (Fast Ethernet), 1 Gb/s (Gigabit Ethernet) in 10 Gb/s. Sprejeti pa so že standardi za hitrosti 40 Gb/s in 100 Gb/s.